# Centrale d'achats
Une centrale d'achats (ou centrale d'achat) est une organisation ayant pour objet de regrouper les commandes d'un ensemble de membres. La structure offre à l'ensemble de ses membres de meilleures conditions d'achat (grâce aux économies d'échelle) et des services de promotion.

## Typologie
On distingue plusieurs types de centrales d'achat :
- centrale d'achats publique ;
- centrale d'achats coopérative ;
- centrale d'achats intégrée ;
- centrale d'achats grossistes ;
- centrale d'achats distributeurs ;
- centrale d'achats européenne.

## Définition et services
Une centrale d'achats est une structure gérant les achats de ses affiliés, détaillants, distributeurs, grossistes. Cette négociation implique l'étude des produits, la recherche de fournisseurs, la négociation des achats, le référencement ou non des produits et, dans certains cas, les activités de répartition, d'organisation et de documentation. Les services sont réservés à l'usage exclusif des adhérents de la centrale, à laquelle ils sont liés par un contrat d'une certaine durée. Les centrales d'achats appartiennent à la catégorie des intermédiaires du commerce de gros.
En septembre 2019, une commission d'enquête parlementaire française constate dans son rapport le rôle croissant des alliances entre centrales d’achat renforçant le poids des grands groupes de distribution dans les négociations avec les fournisseurs.
Les rapports de forces sont très variables selon les types de fournisseurs. Les centrales d'achats de la grande distribution doivent faire face aux prétentions tarifaires des multinationales détentrices de marques dont la rentabilité est très supérieure à celle des groupes de distribution. À l'opposé, les petites ou moyennes entreprises (PME) et très petite entreprises (TPE) constituent l’immense majorité des fournisseurs. On compte plus de 17 500 entreprises productrices agroalimentaires en France.
Les négociations s'élargissent par l'intermédiaire centrales de services constituées en centres de profit. Les fournisseurs sont sollicités pour payer des services sans contreparties évidentes et dont l'utilité pour les fournisseurs est contestable.

## Pouvoir renforcé des distributeurs
Les centrales d’achat sont au centre de l'articulation entre la politique commerciale et la politique de concurrence.
Un des enjeux de la négociation fournisseur/centrale d'achat est le référencement ou non de produits par les distributeurs de la centrale d'achat. Les fournisseurs les plus dépendants des centrales peuvent s'en trouver fragilisés.
Ces négociations peuvent bénéficier en partie aux consommateurs par des prix plus bas mais aussi limiter leurs choix aux produits référencés par la centrale d'achat au service des distributeurs (par exemple, produits permettant les meilleures marges).
Les centrales d’achat produisent des effets opposés sur les tarifs pratiqués par les fournisseurs. Les centrales d’achat permettent aux distributeurs d’obtenir des conditions d’achat plus avantageuses, mais les centrales d’achat favorisent aussi la transparence tarifaire entre distributeurs parties prenantes de la même centrale d'achat diminuant les effets attendus de leurs concurrences pour les consommateurs.

## Les supers centrales européennes
| Part de marché | Centrale                  | Ventes (Md€) |
| -------------- | ------------------------- | ------------ |
| 11,7 %         | EMD                       | 131.7        |
| 8,9 %          | Coopernic                 | 100          |
| 7,3 %          | Carrefour Europe          | 82.8         |
| 7,1 %          | AMS Sourcing              | 80.1         |
| 7,1 %          | Alidis / Agenor           | 79.8         |
| 5,9 %          | Tesco                     | 66.1         |
| 5,7 %          | Metro AG                  | 64.3         |
| 4,6 %          | Schwarz Group             | 51.9         |
| 3,5 %          | Auchan                    | 39.3         |
| 3,4 %          | Aldi                      | 38.7         |
| 2,6 %          | Groupe Casino             | 28.7         |
| 2,5 %          | Sainsbury's               | 28.6         |
| 2,5 %          | Ahold                     | 27.7         |
| 2,4 %          | Asda                      | 27.0         |
| 1,7 %          | Morrisons                 | 19.3         |
| 76,9 %         | TOP 15                    | 865.9        |
| 23,1 %         | Other Trade Organizations | 260.7        |
| 100 %          | Total Europe              | 1126.6       |

Les centrales d’achat n’entrent pas dans le champ d’application du contrôle des concentrations car elles n’accomplissent pas toutes les fonctions d’une entité économique autonome.
Les centrales d’achat n'entrent pas dans le champ d’application des abus de position dominante avec des parts de marché limitées inférieures à 25 %.

## Les centrales d'achat européennes
Découvertes par le grand public en France lors du Mouvement des agriculteurs de 2024, elles existent depuis 2016, et sont, en 2024, au nombre de trois pour les acteurs français : 
1. Eurelec Trading, installée à Bruxelles, emmène E.Leclerc et l'allemand Rewe ;
2. Everest, implantée aux Pays-Bas, qui regroupe Système U, l'allemand Edeka et le néerlandais Picnic (nl) ;
3. Eureca, implantée en Espagne regroupe l'enseigne Carrefour pour six pays européens.

Pour Carrefour, la dimension internationale du groupe justifie pleinement l'utilisation d'une centrale d'achat européenne. 
Système U déclare utiliser la loi française dans ses contrats, et précise n'utiliser la centrale d'achat européenne que pour ses plus gros fournisseurs.
Enfin E.Leclerc est accusé de ne pas respecter la loi française au sein de cette centrale d'achat (loi EGalim). En 2019, E.Leclerc a été poursuivi par la DGCCRF à ce titre. Contestée au niveau européen,  la justice française se déclare compétente et réclame une amende de 117 millions d’euros  contre la centrale d'achat de Leclerc,.
Les centrales d'achat européennes des grands distributeurs, considérées comme faisant partie d'un système opaque, sont accusés par l'exécutif français de « contournement de la loi française » dont en particulier la loi pour l'équilibre des relations commerciales dans le secteur agricole et alimentaire et une alimentation saine, durable et accessible à tous (EGAlim), qui impose une rémunération minimum pour les agriculteurs.
La grande distribution française délocalise leurs achats aux grands groupes de l’agroalimentaire à des centrales d’achat européennes. Ils pèsent sur les prix payés aux fournisseurs et facilite le contournement de la loi EGalim, censée protéger le revenu agricole.
Concordis, regroupe à Bruxelles les achats européens de Carrefour, Système U et l'allemand RTG International, un regroupement d'enseignes allemandes. Cette centrale d'achats est créée le 7 juillet 2025 pour une durée de six ans.

## Les grandes centrales en France
| Centrale                            | Part de marché |
| ----------------------------------- | -------------- |
| INCAA (Intermarché + Groupe Casino) | 25,8 %         |
| Carrefour + Dia                     | 21,9 %         |
| Auchan + Système U                  | 21,6 %         |
| E.Leclerc                           | 19,9 %         |
| Lidl                                | 4,6 %          |
| Delhaize                            | 3,4 %          |
| Aldi                                | 2,3 %          |

Paridoc, la première centrale d'achats française, a été créée en 1930. Elle est entrée dans le giron du groupe Auchan à la suite du rachat de Docks de France en 1996 et a été rebaptisée EURAUCHAN.
En 2018 a lieu une vague de rapprochement en France entre enseignes avec la création de deux nouvelles alliances à l’achat, d’un côté une centrale regroupant Auchan, Casino, Metro, Schiever, Dia (dite « Horizon »), et de l’autre une centrale regroupant les enseignes Carrefour, Système U, Provera et Tesco.
L'Autorité de la concurrence, Direction générale de la Concurrence, de la Consommation et de la Répression des fraudes (DGCCRF), enquête sur les centrales d'achats des distributeurs qui veulent mettre en œuvre des alliances. Les distributeurs par ces alliances veulent peser plus lourd dans les négociations avec les fournisseurs. Leurs objectifs sont de préserver leurs marges, leur compétitivité et contrer Amazon.
En 2020, il y a en France 490 000 agriculteurs, 17 500 petites et moyennes entreprises de l’agroalimentaire, une centaine de grands groupes internationaux fournisseurs mais seulement quatre grandes centrales d’achat. Les négociations annuelles mettent face à face ces quatre grandes centrales d’achats qui représentent la plupart des enseignes de la grande distribution française et les agriculteurs, fournisseurs, industriels. Les revenus des agriculteurs au bout de la chaîne et des entreprises qui approvisionnent la grande distribution s'en trouvent dépendants.
Les agriculteurs estiment que ces centrales d’achat ont contribué à enrichir la grande distribution, et qu’elles leur permettent de spéculer sur les prix en augmentant leurs marges sur le dos des producteurs et des consommateurs. En 2024, des agriculteurs ont protesté en bloquant l’accès à plusieurs centrales d’achat en France. « La grande distribution est en situation d’oligopole avec ses 4 grandes centrales d’achat. [...] La rémunération du travail paysan n’est pas négociable. Être la variable d’ajustement de nos filières, ça suffit ! »,

## Les centrales d'achat public en France
La direction des affaires juridiques indique, dans une fiche mise à jour en 2019, les principes fondamentaux de la mutualisation des achats qui peut prendre la forme d'une centrale d'achat ou d'un groupement de commandes. Il s'agit d'entités se conformant aux règles du droit des marchés publics.
L'OCDE dans un panorama des administrations publiques de 2015, décrit la pratique des centrales d'achat public dans ses pays membres.
Il n'existe pas encore de répertoire des centrales d'achat public en France, mais il est possible de citer : UGAP, UNIHA , RESAH, Centralis, AMUE, CAIH , CATP qui ont une activité nationale et d'autres comme Approlys, Capaqui, CAP Territoires, CADI, SCA, plus orientées vers des régions.  
D'autres centrales sont plus spécialisées dans certaines familles de fournitures et de services comme SARA Centre-Est, unicancer, ASO, GOAL, Achats du Centre, Achats Santé Bretagne, GRAM, AJI France, Epsilon, Gigalis, Mégalis Bretagne, Manche Numérique, La fibre numérique 59/62.  
Les formes juridiques adoptées pour supporter l'activité d'une centrale d'achat public sont généralement, l'EPIC, le GIP, le GCS, l'association loi de 1901. La forme juridique pour les centrales d'achat public a fait l'objet d'une réponse en 2019 du Premier Ministre français à une communication de la cour des comptes. 
Par ailleurs, des centrales d'achat publics sont adossées à des collectivités locales comme les régions (AURA, BFC, Hauts-de-France, Île-de-France, PACA, Occitanie, Bretagne…) ou des EPCI (CAM-MEL, Rennes Métropole, Amiens Métropole, Lorient Agglo, Dunkerque Agglo, MERCATURA (Nîmes Métropole), Grand Lyon, Dijon Métropole, Bordeaux Métropole, Grand Poitiers…) et n'ont pas de personnalité juridique distincte de la collectivité.